# Kyzylkumita
La kyzylkumita és un mineral de la classe dels òxids. Rep el seu nom de la seva localitat tipus, a l'Uzbekistan.

## Característiques
La kyzylkumita és un òxid de fórmula química Ti₂V3+O₅(OH). Es tracta d'un mineral relacionat amb la byrudita, descoberta l'any 2013 a Noruega, de fórmula (Be,◻)(V3+,Ti4+)₃O₆. Cristal·litza en el sistema monoclínic.
Segons la classificació de Nickel-Strunz, la kyzylkumita pertany a «04.CB: Òxids amb proporció metall:oxigen = 2:3, 3:5, i similars, amb cations de mida mitja» juntament amb els següents minerals: brizziïta, corindó, ecandrewsita, eskolaïta, geikielita, hematites, ilmenita, karelianita, melanostibita, pirofanita, akimotoïta, romanita, tistarita, avicennita, bixbyita, armalcolita, pseudobrookita, mongshanita, zincohögbomita-2N2S, zincohögbomita-2N6S, magnesiohögbomita-6N6S, magnesiohögbomita-2N3S, magnesiohögbomita-2N2S, ferrohögbomita-2N2S, pseudorútil, kleberita, berdesinskiïta, oxivanita, olkhonskita, schreyerita, kamiokita, nolanita, rinmanita, iseïta, majindeïta, claudetita, estibioclaudetita, arsenolita, senarmontita, valentinita, bismita, esferobismoïta, sil·lenita i tietaiyangita.

## Formació i jaciments
Va ser descoberta l'any 1981 en petits filons en esquistos quarsífers del dipòsit d'urani de Koscheka, a la serralada d'Auminzatau, al desert de Khizilkhum (Uzbekistan), on sol trobar-se associada a altres minerals com la pirita, el rútil i amb minerals del grup de la clorita. També ha estat descrita al dipòsit de Vihanti, a Ostrobòtnia del Nord (Finlàndia).